# Tägliches Cincinnatier Volksblatt
Die Zeitung Tägliches Cincinnatier Volksblatt war eine deutschsprachige US-amerikanische Tageszeitung, die von 1836 bis 1919 in Cincinnati, Ohio, erschien. 

## Geschichte
In den frühen 1800er Jahren lebte in Cincinnati eine große Zahl deutschsprachiger Einwanderer. Das Tägliche Cincinnatier Volksblatt war eine von fast 200 deutsch-amerikanischen Publikationen, die zu dieser Zeit in den Vereinigten Staaten erschienen. Die 1836 unter dem Namen Das Volksblatt von Heinrich Rödter gegründete Publikation wurde zu einer der beliebtesten deutsch-amerikanischen Zeitungen im Mittleren Westen und war dort fast ein Jahrzehnt lang die einzige deutschsprachige Tageszeitung. Bei ihrer Gründung unterstützte das Tägliche Cincinnatier Volksblatt die Demokraten von Andrew Jackson, da diese eine einwanderungsfreundliche Politik verfolgten. Mit der Zeit distanzierte sie sich jedoch immer weiter von der Linie der Demokratischen Partei und wurde 1872 unabhängig, um für die immer größer werdende Leserschaft neutral zu bleiben.
Als Sprachrohr der deutschen Gemeinschaft informierte das Tägliche Cincinnatier Volksblatt seine Leser über lokale und nationale Nachrichten und enthielt auch Nachrichten aus Europa, da viele Immigranten dort noch Familienangehörige hatten. Mit Ausnahme einiger Anzeigen und gelegentlicher englischer Artikel wurde die Zeitung ausschließlich in deutscher Sprache veröffentlicht. Bis 1910 erreichten die beiden führenden deutschsprachigen Zeitungen Cincinnatis, das Tägliche Cincinnatier Volksblatt und die Cincinnatier Freie Presse, zusammen eine Auflage von 110.000, da zu dieser Zeit mehr als die Hälfte der Einwohner deutscher Herkunft war.
Während des Ersten Weltkriegs erlebte das Volksblatt wie alle deutschsprachigen Zeitungen einen Niedergang. Während sich die Vereinigten Staaten den Alliierten anschlossen, unterstützen viele Deutsch-Amerikaner, darunter auch die Redakteure des Volksblatts, das Deutsche Reich. Im ganzen Land herrschte eine antideutsche Stimmung und die Zeitungskioske boykottierten den Verkauf deutscher Zeitungen. Am 6. Oktober 1917 durchsuchten Bundesbeamte die Redaktion des Volksblattes, da sie diese als feindliche „Sympathisanten“ Deutschlands betrachteten. Die Werbegelder wurden mit der Zeit immer weniger und die Auflage sank. Zusätzlich war das Tägliche Cincinnatier Volksblatt auch von den Auswirkungen der Prohibitionsbewegung betroffen. Da die deutschsprachigen Zeitungen nicht mehr für das Brauereiwesen, das einen großen Teil der deutschen Kultur ausmacht, werben konnten, verloren sie wichtige Einnahmequellen. Der Herausgeber Charles Krippendorf beschloss daher, dass es sich finanziell nicht mehr lohne, die Zeitung weiterzuführen, und verkaufte sie für 7.500 Dollar an den Konkurrenten Cincinnatier Freie Presse. Die letzte Ausgabe erschien am 5. Dezember 1919.